# Lloyd Kazapua
Lloyd Junior Jaseuavi Kazapua (Windhoek, 25 marzo 1989) è un calciatore namibiano, portiere del Sekhukhune United e della nazionale namibiana.

## Carriera

### Nazionale
Ha esordito con la nazionale namibiana il 4 gennaio 2014 disputando l'amichevole persa 1-0 contro il Ghana.
È stato convocato per disputare la Coppa d'Africa 2019.

## Statistiche

### Cronologia presenze e reti in nazionale
| Cronologia completa delle presenze e delle reti in nazionale ― Namibia | Cronologia completa delle presenze e delle reti in nazionale ― Namibia | Cronologia completa delle presenze e delle reti in nazionale ― Namibia | Cronologia completa delle presenze e delle reti in nazionale ― Namibia | Cronologia completa delle presenze e delle reti in nazionale ― Namibia | Cronologia completa delle presenze e delle reti in nazionale ― Namibia | Cronologia completa delle presenze e delle reti in nazionale ― Namibia | Cronologia completa delle presenze e delle reti in nazionale ― Namibia |
| Data                                                                   | Città                                                                  | In casa                                                                | Risultato                                                              | Ospiti                                                                 | Competizione                                                           | Reti                                                                   | Note                                                                   |
| ---------------------------------------------------------------------- | ---------------------------------------------------------------------- | ---------------------------------------------------------------------- | ---------------------------------------------------------------------- | ---------------------------------------------------------------------- | ---------------------------------------------------------------------- | ---------------------------------------------------------------------- | ---------------------------------------------------------------------- |
| 23-6-2019                                                              | Il Cairo                                                               | Marocco                                                                | 1 – 0                                                                  | Namibia                                                                | Coppa d'Africa 2019 - 1º turno                                         | -1                                                                     |                                                                        |
| 28-6-2019                                                              | Il Cairo                                                               | Sudafrica                                                              | 1 – 0                                                                  | Namibia                                                                | Coppa d'Africa 2019 - 1º turno                                         | -1                                                                     |                                                                        |
| 1-7-2019                                                               | Il Cairo                                                               | Namibia                                                                | 1 – 4                                                                  | Costa d'Avorio                                                         | Coppa d'Africa 2019 - 1º turno                                         | -4                                                                     |                                                                        |
| 4-9-2019                                                               | Asmara                                                                 | Eritrea                                                                | 1 – 2                                                                  | Namibia                                                                | Qual. Mondiali 2022                                                    | -1                                                                     |                                                                        |
| 10-9-2019                                                              | Windhoek                                                               | Namibia                                                                | 2 – 0                                                                  | Eritrea                                                                | Qual. Mondiali 2022                                                    | -                                                                      |                                                                        |
| 13-11-2019                                                             | Windhoek                                                               | Namibia                                                                | 2 – 1                                                                  | Ciad                                                                   | Qual. Coppa d'Africa 2021                                              | -1                                                                     |                                                                        |
| 17-11-2019                                                             | Conakry                                                                | Guinea                                                                 | 2 – 0                                                                  | Namibia                                                                | Qual. Coppa d'Africa 2021                                              | -2                                                                     |                                                                        |
| 7-7-2021                                                               | Port Elizabeth                                                         | Senegal                                                                | 1 – 2                                                                  | Namibia                                                                | COSAFA Cup 2021 - 1º turno                                             | -1                                                                     |                                                                        |
| 11-7-2021                                                              | Port Elizabeth                                                         | Namibia                                                                | 2 – 0                                                                  | Zimbabwe                                                               | COSAFA Cup 2021 - 1º turno                                             | -                                                                      |                                                                        |
| 13-7-2021                                                              | Port Elizabeth                                                         | Malawi                                                                 | 1 – 1                                                                  | Namibia                                                                | COSAFA Cup 2021 - 1º turno                                             | -1                                                                     |                                                                        |
| 14-7-2021                                                              | Port Elizabeth                                                         | Mozambico                                                              | 1 – 0                                                                  | Namibia                                                                | COSAFA Cup 2021 - 1º turno                                             | -1                                                                     |                                                                        |
| 2-9-2021                                                               | Johannesburg                                                           | Namibia                                                                | 1 – 1                                                                  | Rep. del Congo                                                         | Qual. Mondiali 2022                                                    | -1                                                                     |                                                                        |
| 5-9-2021                                                               | Lomé                                                                   | Togo                                                                   | 0 – 1                                                                  | Namibia                                                                | Qual. Mondiali 2022                                                    | -                                                                      | 84’                                                                    |
| 12-10-2021                                                             | Johannesburg                                                           | Namibia                                                                | 1 – 3                                                                  | Senegal                                                                | Qual. Mondiali 2022                                                    | -3                                                                     |                                                                        |
| 11-11-2021                                                             | Brazzaville                                                            | Rep. del Congo                                                         | 1 – 1                                                                  | Namibia                                                                | Qual. Mondiali 2022                                                    | -1                                                                     |                                                                        |
| 15-11-2021                                                             | Johannesburg                                                           | Namibia                                                                | 0 – 1                                                                  | Togo                                                                   | Qual. Mondiali 2022                                                    | -1                                                                     |                                                                        |
| 4-6-2022                                                               | Johannesburg                                                           | Namibia                                                                | 1 – 1                                                                  | Burundi                                                                | Qual. Coppa d'Africa 2023                                              | -1                                                                     |                                                                        |
| 24-3-2023                                                              | Yaoundé                                                                | Camerun                                                                | 1 – 1                                                                  | Namibia                                                                | Qual. Coppa d'Africa 2023                                              | -1                                                                     | 89’                                                                    |
| 28-3-2023                                                              | Johannesburg                                                           | Namibia                                                                | 2 – 1                                                                  | Camerun                                                                | Qual. Coppa d'Africa 2023                                              | -1                                                                     | 86’                                                                    |
| 16-1-2024                                                              | Korhogo                                                                | Tunisia                                                                | 0 – 1                                                                  | Namibia                                                                | Coppa d'Africa 2023 - 1º turno                                         | -                                                                      |                                                                        |
| 21-1-2024                                                              | Korhogo                                                                | Sudafrica                                                              | 4 – 0                                                                  | Namibia                                                                | Coppa d'Africa 2023 - 1º turno                                         | -4                                                                     |                                                                        |
| 24-1-2024                                                              | San-Pédro                                                              | Namibia                                                                | 0 – 0                                                                  | Mali                                                                   | Coppa d'Africa 2023 - 1º turno                                         | -                                                                      |                                                                        |
| 27-1-2024                                                              | Bouaké                                                                 | Angola                                                                 | 3 – 0                                                                  | Namibia                                                                | Coppa d'Africa 2023 - Ottavi di finale                                 | -3                                                                     |                                                                        |
| 9-6-2024                                                               | Johannesburg                                                           | Namibia                                                                | 0 – 0                                                                  | Tunisia                                                                | Qual. Mondiali 2026                                                    | -                                                                      | 72’                                                                    |
| Totale                                                                 |                                                                        | Presenze                                                               | 24                                                                     |                                                                        | Reti                                                                   | -28                                                                    |                                                                        |